# Криницкий, Шалва Иосифович
 Шалва Иосифович Криницкий  (6 [18] октября 1884, Кутаиси — 2 февраля 1961, Ростов-на-Дону) — советский учёный-патологоанатом, доктор медицинских наук (1917), профессор (1921), создатель ростовской школы патологоанатомов.

## Биография
Родился 6 (18) октября 1884 года в Кутаиси, в семье грузинского князя Михаила Дорахвелидзе. Мать, Мария Николаевна, — грузинка, была замужем за поляком, жизнь с мужем не сложилась, полюбила Михаила Дорахвелидзе, с которым по её согласию уехала из Варшавы в Грузию, однако муж Иосиф Криницкий развода ей не дал, поэтому брак с Михаилом Дорахвелидзе не был оформлен и родившийся Шалико, по утверждению второй супруги Шалвы Иосифовича, получил фамилию Криницкий и отчество Иосифович.
В 1894—1904 годах учился в Кутаисской классической гимназии, затем — на медицинском факультете Новороссийского университета, который окончил лекарем с отличием в 1910 году. Патологической анатомией на 4-м и 5-м курсах занимался у Д. П. Кишенского и доцента И. Ф. Пожариского. В 1910—1913 годах работал прозектором на кафедре патологической анатомии Варшавского университета, куда Пожариский был избран профессором.
В 1913 году был призван в армию, где встретил начало Первой мировой войны: в 1914—1915 годах был младшим врачом артиллерийской бригады; в 1915—1917 годах работал в анатомо-бактериологической лаборатории Красного Креста Западного фронта. Был награждён орденами Св. Станислава и Св. Анны 3-й ст. с мечами и бантом.
С 1917 года работал на медицинском факультете Ростовского университета, где читал лекции и вёл практические занятия: с 1919 года — приват-доцент, и.о.заведующего кафедры патологической анатомии; с 1921 года — заведующий кафедрой до своей смерти. Одновременно, с 1943 года был руководителем патологоанатомического отделения 1-й Ростовской больницы. Его принципы организации преподавания в медицинских институтах долгое время были основополагающими в стране. Во время Великой Отечественной войны, в 1942—1943 годах работал зав. кафедрой патологической анатомии Куйбышевского медицинского института (ныне Самарский государственный медицинский университет).
Был награждён значком «Отличнику здравоохранения» (1940) и медалью «За доблестный труд в Великой Отечественной войне» (1945).
Область научных интересов — патологическая анатомия и клиническая картина инфекционных болезней  при паратифах, сибирской язве, сыпном тифе, бешенстве и др. В работах, посвященных патологической анатомии при сыпном тифе Ш. И. Криницкий изучил и установил последовательность возникновения и развития поражений мозга, выяснил сроки их исчезновения, сопоставил морфологические данные с динамикой заболевания, описал патогенез и морфологию осложнений этой болезни.
Ш. И. Криницкий является автором около 60 научных работ, в том числе 7 монографий. В докторской диссертации на тему «Анатомо-гистологические изменения в органах людей, скончавшихся от отравления удушливыми газами» (1917) он первым описал последовательность морфологических изменений, возникающих при болезни.
Под руководством Ш. И. Криницкого было защищено 14 кандидатских и 6 докторских диссертаций.
При участии Криницкого были разработаны принципы организации патологоанатомической службы в стране, в Ростове-на-Дону созданы объединенные прозектуры, ставшие прообразом современных объединенных патологоанатомическими структурными подразделениями больниц.
Был почетным членом Всесоюзного научного общества патологоанатомов, членом редакционного совета журнала «Архив патологии», председателем научного общества патологоанатомов в Ростове-на-Дону.
Скончался 2 февраля 1961 года в Ростове-на-Дону в возрасте 76 лет от тампонады сердца вследствие трансмурального инфаркта миокарда. Вскрытие тела проводилось по его просьбе, сделанной ещё при жизни, ассистентом кафедры к.м.н. Е. А. Кишкиной, которая обнаружила обширный инфаркт миокарда с истинным разрывом сердца, а его мозг и сердце оставлены на кафедре для музея, где до сих пор там и хранятся. Похоронен на Братском кладбище в Ростове-на-Дону.

## Семья
Был женат дважды. 1-я супруга: Анна Дмитриевна Троицкая, 2-я: Наталия Дмитриевна Никитченкова. Дети: Наталия и Евгений — от 1-го брака; Михаил — от 2-го брака (погиб во время ВОВ).